# Хакодате
Хакодате е град в Япония. Населението му е 256 476 жители (по приблизителна оценка от октомври 2018 г.), а площта му е 677,89 кв. км. Намира се в часова зона UTC+9. Хакодате е бил първият град в Япония на който пристанището се отваря за международна търговия през 1854 г. и е бил най-важното пристанище в Северна Япония.

## Побратимени градове
|  | Държава   | Град          |
|  | Китай     | Тиендзин      |
|  | Индонезия | Макасар       |
|  | Русия     | Владивосток   |
|  | Русия     | Южносахалинск |
|  | Канада    | Халифакс      |
|  | --------- | ------------- |